# Croix de Demeau
La croix de Demeau est une croix monumentale située au carrefour de la Ballue à l'est de Poilley, dans le département français d'Ille-et-Vilaine, région Bretagne.

## Historique
La croix date du Moyen Âge et fait l’objet d’une inscription au titre des monuments historiques depuis le 15 décembre 1926.